# Miguel Milano
Miguel Milano (São Paulo, 27 de julho de 1885 — São Paulo, 21 de setembro de 1971) foi um professor brasileiro. Matemático de formação, foi professor primário de todas as matérias, diretor e inspetor-geral escolar, além de ator, cineasta, escritor, jornalista e historiador.
Filho de imigrantes italianos de Tramutola, Miguel Milano terminou o curso primário em 1900 no Grupo Escolar do Sul da Sé, afastando-se dos bancos escolares após a terceira série do Ginásio do Estado, ao acompanhar uma companhia teatral em viagem ao interior de São Paulo. Em 1904 retorna aos bancos escolares na Escola Normal da Praça da República ali formando-se em 1907. A partir de então torna-se docente propedeuta. Ministrou aulas na Escola Normal do Brás, Liceu do Sagrado Coração de Jesus, Grupo Escolar Triunfo e Grupo Escolar João Kopke.
Dedicava-se, inclusive, ao escotismo formando e dirigindo grupos de escoteiros nas escolas,  tendo organizado missões e desfiles como líder escoteiro. Participou e ganhou o concurso literário, em 1925, criado pelo jornal parisiense "L'Amérique Latine" declinando do recebimento do prêmio em favor dos órfãos da Primeira Guerra Mundial. Dirigiu, durante vários anos, o grupo teatral da Associação dos ex-alunos Salesianos e fundou a Sociedade Romeiros do Progresso tendo, através da mesma, produzido, atuado e dirigido filmes pioneiros, na cinematografia brasileira, como "Faroleiros", "Rio do Quarto", "Parasitas" e "Tristezas à beira-mar".
No início da década de 1930 houve duas grandes polêmicas de Malba Tahan contra Jacomo Stávale e Algacyr Munhoz Maeder, respectivamente, refletindo muito provavelmente uma disputa editorial, das publicações didáticas em matemática, entre Rio de Janeiro e São Paulo/Paraná. O professor Miguel Milano também foi alvo dos mesmos ataques mas não participou da polêmica. Malba Tahan apoiado por alguns professores do Colégio Pedro II do Rio de Janeiro; Jacomo Stávale e Maeder por politécnicos, padres, militares e outros docentes diversos que utilizavam suas obras.
Colaborou com vários jornais e revistas deixando, inclusive, vasta produção de livros - principalmente didáticos. Foi contemporâneo de outros autores de matemática como: Jacomo Stávale, Algacyr Munhoz Maeder, Agrícola Bethlem, Ary Quintella e Cecil Thiré, entre outros.

## Livros publicados
Seleção de livros escritos por Miguel Milano:
- 1.400 Problemas de Aritmética
- 500 Problemas de Geometria
- Admissão ao Comércio
- Biografias de Homens Célebres
- Curso de Matemática
- Geografia Geral
- Heróis Brasileiros
- História da Civilização
- História do Comércio
- História do Comércio, da Indústria e da Agricultura
- Instrução Moral e Cívica
- Manual do Ensino Primário – 1.º Ano
- Manual do Ensino Primário – 2.º Ano
- Manual do Ensino Primário – 3.º Ano
- Manual do Ensino Primário – 4.º Ano
- Meus Exames
- O Meu Mestre de Física
- Os Fantasmas da São Paulo Antiga
- Para Ler Bem e Recitar
- Pátria e Amor
- Seriação Geográfica
- Seriado Geográfico